# Carlo Conti (cardinale)
Carlo Conti (Roma, 28 agosto 1556 – Roma, 3 dicembre 1615) è stato un cardinale e vescovo cattolico italiano.

## Biografia
Apparteneva alla famiglia aristocratica dei conti di Poli, che aveva già dato alla Chiesa tre papi (un quarto sarebbe arrivato in seguito) e numerosi cardinali. Era figlio secondogenito del duca Torquato I Conti e della duchessa Violante Farnese,  Suoi fratelli furono Lotario, II Conti, e Appio II Conti, generale dell'armata delle Fiandre. Studiò a Roma al Collegio Germanico e poi a Perugia dove si addottorò in utroque iure.
Durante il pontificato di papa Gregorio XIII entrò come referendario nel Supremo Tribunale della Segnatura Apostolica, nel 1581 divenne vice-legato a Viterbo e nel 1585 governatore di Rimini e di Camerino.
Il 1º luglio 1585 papa Sisto V lo elesse vescovo di Ancona e Numana, poco dopo che aveva ricevuto gli ordini sacri (sappiamo che gli fu concessa una dispensa perché non erano ancora passati i tre mesi prescritti). Il 21 luglio fu consacrato vescovo nella chiesa romana di san Giacomo degli Spagnoli dal cardinale Giovanni Battista Castagna, co-consacranti Filippo Sega, vescovo di Piacenza e Vincenzo Casali, vescovo di Massa Marittima. Anche durante l'episcopato anconitano ricoprì diverse cariche amministrative e diplomatiche: fu governatore di Perugia, poi delle Marche, fu nunzio straordinario in Austria e vice-legato di Avignone.
Il suo episcopato ad Ancona fu caratterizzato dall'arrivo in città di nuovi ordini religiosi: sorse il monastero di santa Palazia, l'Ordine dei Minimi rifabbricò la sua chiesa e infine i gesuiti vi fondarono un collegio. Istituì anche un "conservatorio per le penitenti", cioè una casa di accoglienza per le ex-prostitute.
Nel 1594 fu inviato da papa Clemente VIII a Praga come nunzio straordinario presso l'imperatore Rodolfo II d'Asburgo.
Papa Clemente VIII lo creò cardinale nel concistoro del 9 giugno 1604. Partecipò ai conclavi del 1605, che elessero Leone XI e Paolo V. Nello stesso anno, il 1º giugno ricevette il titolo di San Crisogono, che già il 17 agosto sostituì con quello di San Clemente, che terrà fino al 7 gennaio 1613 quando opterà per il titolo di Santa Prisca.
Alla sua morte fu dapprima sepolto nella chiesa di San Lorenzo in Lucina e successivamente la salma fu traslata a Poli.
Carlo Conti è noto agli storici della scienza per essere stato un corrispondente di Galileo Galilei. Nella sua lettera del 7 luglio 1612 il cardinale suggerì allo scienziato pisano una possibile conciliazione tra l'astronomia eliocentrica e le Sacre Scritture che influenzò la concezione dello stesso Galilei, espressa nelle sue Lettere copernicane.

## Genealogia episcopale e successione apostolica
La genealogia episcopale è:
- Cardinale Girolamo Verallo
- Papa Urbano VII
- Cardinale Carlo Conti

La successione apostolica è:
- Vescovo Francesco Giustiniani (1605)
- Vescovo Dionigi Morelli (1605)
- Vescovo Giovanni Linati (1606)
- Vescovo Alessandro Rossi (1611)
- Vescovo Eleuterio Albergone, O.F.M.Conv. (1611)

## Ascendenza
|                                               |                                          |                                           | Genitori                                             |  |  | Nonni |  |  | Bisnonni                      |  |  | Trisnonni                    |  |
|                                               |                                          |                                           |                                                      |  |  |       |  |  | Giulio Conti, signore di Poli |  |  | Paolo Conti, signore di Poli |  |
|                                               |                                          |                                           |                                                      |  |  |       |  |  | Giulio Conti, signore di Poli |  |  | Paolo Conti, signore di Poli |  |
|                                               |                                          | Maddalena Orsini                          |                                                      |  |  |       |  |  | Giulio Conti, signore di Poli |  |  |                              |  |
| Carlo Conti, signore di Poli                  |                                          |                                           |                                                      |  |  |       |  |  | Giulio Conti, signore di Poli |  |  |                              |  |
|                                               |                                          | Giacoma Conti                             | Mariano Conti                                        |  |  |       |  |  |                               |  |  |                              |  |
|                                               |                                          | Giacoma Conti                             | Mariano Conti                                        |  |  |       |  |  |                               |  |  |                              |  |
|                                               |                                          | Giacoma Conti                             | Geronima Colonna                                     |  |  |       |  |  |                               |  |  |                              |  |
| Torquato I Conti, I duca di Poli e Guadagnolo |                                          | Giacoma Conti                             |                                                      |  |  |       |  |  |                               |  |  |                              |  |
|                                               |                                          | Antimo Savelli, X signore di Albano       | Cristoforo Savelli, VIII signore di Albano           |  |  |       |  |  |                               |  |  |                              |  |
|                                               |                                          | Antimo Savelli, X signore di Albano       | Cristoforo Savelli, VIII signore di Albano           |  |  |       |  |  |                               |  |  |                              |  |
|                                               |                                          | Antimo Savelli, X signore di Albano       | Porzia da Ceccano                                    |  |  |       |  |  |                               |  |  |                              |  |
| Maria Tarquinia Savelli Conti                 |                                          | Antimo Savelli, X signore di Albano       |                                                      |  |  |       |  |  |                               |  |  |                              |  |
|                                               |                                          | Giulia Conti                              | Sigismondo Conti, signore di Poli                    |  |  |       |  |  |                               |  |  |                              |  |
|                                               |                                          | Giulia Conti                              | Sigismondo Conti, signore di Poli                    |  |  |       |  |  |                               |  |  |                              |  |
|                                               |                                          | Giulia Conti                              | …                                                    |  |  |       |  |  |                               |  |  |                              |  |
| Carlo Conti                                   |                                          | Giulia Conti                              |                                                      |  |  |       |  |  |                               |  |  |                              |  |
|                                               | Pier Bertoldo Farnese, signore di Latera | Bartolomeo Farnese, signore di Montalto   |                                                      |  |  |       |  |  |                               |  |  |                              |  |
|                                               | Pier Bertoldo Farnese, signore di Latera | Bartolomeo Farnese, signore di Montalto   |                                                      |  |  |       |  |  |                               |  |  |                              |  |
|                                               | Pier Bertoldo Farnese, signore di Latera | Violante Monaldeschi                      |                                                      |  |  |       |  |  |                               |  |  |                              |  |
| Galeazzo Farnese, signore di Latera           | Pier Bertoldo Farnese, signore di Latera |                                           |                                                      |  |  |       |  |  |                               |  |  |                              |  |
|                                               |                                          | Battistina dell'Anguillara                | Francesco dell'Anguillara                            |  |  |       |  |  |                               |  |  |                              |  |
|                                               |                                          | Battistina dell'Anguillara                | Francesco dell'Anguillara                            |  |  |       |  |  |                               |  |  |                              |  |
|                                               |                                          | Battistina dell'Anguillara                | Lucrezia Farnese                                     |  |  |       |  |  |                               |  |  |                              |  |
| Violante Farnese                              |                                          | Battistina dell'Anguillara                |                                                      |  |  |       |  |  |                               |  |  |                              |  |
|                                               |                                          | Giuliano dell'Anguillara, conte di Stabia | Giovanni Battista dell'Anguillara, signore di Stabia |  |  |       |  |  |                               |  |  |                              |  |
|                                               |                                          | Giuliano dell'Anguillara, conte di Stabia | Giovanni Battista dell'Anguillara, signore di Stabia |  |  |       |  |  |                               |  |  |                              |  |
|                                               |                                          | Giuliano dell'Anguillara, conte di Stabia | …                                                    |  |  |       |  |  |                               |  |  |                              |  |
| Isabella dell'Anguillara                      |                                          | Giuliano dell'Anguillara, conte di Stabia |                                                      |  |  |       |  |  |                               |  |  |                              |  |
|                                               |                                          | Girolama Farnese                          | Pier Luigi Farnese, signore di Capodimonte           |  |  |       |  |  |                               |  |  |                              |  |
|                                               |                                          | Girolama Farnese                          | Pier Luigi Farnese, signore di Capodimonte           |  |  |       |  |  |                               |  |  |                              |  |
|                                               |                                          | Girolama Farnese                          | Giovannella Caetani                                  |  |  |       |  |  |                               |  |  |                              |  |
|                                               |                                          | Girolama Farnese                          |                                                      |  |  |       |  |  |                               |  |  |                              |  |